# Nymbai Forest Park
Der Nymbai Forest Park (Schreibvariante: Nymbi Forest Park) ist ein Waldgebiet im westafrikanischen Staat Gambia.

## Topographie
Das ungefähr sechs mal zwei Kilometer große Gebiet der Baumsavanne liegt in der West Coast Region, Distrikt Kombo Central. Es liegt unmittelbar nördlich vor der Stadt Brikama und liegt westlich der South Bank Road, Gambias wichtigster Fernstraße, die von Serekunda bis Brikama geht. Auf der anderen Straßenseite schließt sich der Kabafita Forest Park an.